# هال روتش
هال روتش (بالإنجليزية: Hal Roach)‏ (1892 – 1992) مخرج ومنتج أفلام كوميدية اشتهرت في العشرينات مع هارولد لويد وويل روجرز ولوريل وهاردي حيث اشتهر مع ماك سينيت في أول موجات الكوميديا كذلك أنتج لهاري لانغدون وتشارلي تشيس وسنوب بولارد.
ولد في إلميرا نيويورك يوم 14 يناير 1892 وعمل في مهن عديدة ودخل عالم الأفلام عام 1912 وكان ممثلا صغيرا في أفلام الغرب قبل أن ينتج أفلام كوميدية قصيرة وحقق النجاح في أفلام مثل جست نتس Just Nuts ولوك الوحيد Lonesome Luke والسلامة أخيرا Safety Last العام 1915 والتي جعلت مت هارولد لويد نجما وأنتج في العشرينات نحو 2000 فيلم قصير وبدا ينتج أفلام لروجرز عام 1923 واشترك مع ماكس ديفدسون وديبيديدودادز وكذلك الحيوانات مثل ركس الحصان العجيب.
كان تركيزه على النصوص بقصص جيدة وتشخيص متقن أنتجت كوميديا معتمدة على الشخصية والموقف عوضا عن الفكاهات اللحظية.
اشترك مع لوريل وهاردي في عدة أفلام مميزة منها اتركهم يضحكون Leave ‘em Laughing،اسمحوا لنا Pardon Us، حمقى في البحرSaps At Sea .
توفي في لوس أنجلس 2 نوفمبر 1992 عن 100 سنة.

## روابط خارجية
- هال روتش على موقع IMDb (الإنجليزية)
- هال روتش على موقع الموسوعة البريطانية (الإنجليزية)
- هال روتش على موقع ألو سيني (الفرنسية)
- هال روتش على موقع تيرنر كلاسيك موفيز (الإنجليزية)
- هال روتش على موقع أول موفي (الإنجليزية)
- هال روتش على موقع قاعدة بيانات الأفلام السويدية (السويدية)
- هال روتش على موقع إن إن دي بي (الإنجليزية)
- هال روتش على موقع قاعدة بيانات الفيلم (الإنجليزية)
- هال روتش على موقع كينوبويسك (الروسية)